# 크레이븐 더 헌터 (영화)
《크레이븐 더 헌터》(영어: Kraven the Hunter)는 2024년 개봉한 미국의 슈퍼히어로 영화이다. J.C. 챈더가 감독을 맡았으며, 마블 코믹스의 캐릭터 사냥꾼 크레이븐을 주인공으로 한 작품이다. 소니스 스파이더맨 유니버스(SSU)의 네 번째 작품이다. 배우 에런 테일러존슨이 크레이븐을 연기한다.

## 출연진
- 에런 테일러존슨 - 사냥꾼 크레이븐 역
- 아리아나 더보즈 - 칼립소
- 러셀 크로 - 크레이븐의 아버지
- 프레드 헤싱어 - 카멜레온
- 알레산드로 니볼라 - 라이노
- 크리스토퍼 애벗
- 리바이 밀러